# Avigail Sperber
Avigail Sperber (en hebreo: אביגיל שפרבר; nacida el 24 de agosto de 1973 en Jerusalén) es una cineasta israelí. Es fundadora y propietaria de Pardes Film Productions. Además, es activista social y fundadora de Bat Kol, una organización religiosa para mujeres lesbianas judías ortodoxas.

## Biografía

### Inicios
Sperber nació en el barrio Katamon de Jerusalén, hija del rabino Daniel Sperber, ganador del Premio Israel por estudios talmúdicos. Estudió en la Ulpana Horev (una escuela religiosa para mujeres) y realizó su servicio nacional Sherut Leumi en lugar del servicio militar obligatorio.
En 1998 finalizó sus estudios en la Escuela de Cine y Artes Ma’aleh. Su proyecto de graduación, Four Men Entered the Grove, ganó el premio a la mejor película de su clase. Otro de sus trabajos como directora, Yan's Tea House, recibió el premio a mejor documental en el Festival Internacional de Cine de Haifa.

### Carrera
En 1999 dirigió My Sister Benchia, que narra la historia de Benchia-Ariela, una chica etíope a la que conoció durante su servicio nacional y que su familia terminó adoptando. La película fue transmitida por el Canal 2 en su país.
Sperber participó en la producción de la película Campfire, en el área de casting y como asistente personal del director Yosef Cedar, mientras estudiaba guion en la escuela Idit Schori. Su proyecto final trataba sobre lesbianas religiosas. A partir de ese trabajo, fundó Bat Kol, la primera organización LGBT religiosa en Israel enfocada en brindar apoyo a lesbianas en el ámbito religioso. También fundó Shoval, un grupo de diálogo y activismo que trabaja por la aceptación LGBT en la sociedad religiosa, y que además opera una línea de apoyo y orientación.
Fue directora de fotografía en los cortos Gevald y Metamorphosis, de su expareja Netalie Braun; también en la película Badal, de Ibtisam Mara’ana, y en la serie documental My Tiny Empire, de Hannah Azoulay-Hasafri. En 2008 dirigió Halakeh, filme que se estrenó en el Festival de Cine de Jerusalén y que fue transmitido por el Canal 1. En 2010 produjo y dirigió junto a Netalie Braun el documental Hatalyan, el cual cuenta la historia de Shalom Nagar, el hombre que ejecutó al criminal de guerra nazi Adolf Eichmann. La película ganó en la categoría de mejor documental en el Festival Internacional de Cine de Haifa y fue una de las tres películas destacadas en el Festival Internacional de Cine Documental de Ámsterdam.
En 2014 dirigió Probation Time, un seriado documental que aborda su separación con su pareja, las dificultades de su hijo frente a la nueva situación y cómo su familia lidió con los desafíos que presentó su hermana adoptiva, involucrada en conductas delictivas juveniles. El filme ganó el premio del jurado en el festival DocAviv, donde además Sperber recibió el galardón a la mejor dirección de fotografía. Fue transmitido como miniserie por la plataforma YES Docu.
En septiembre de 2017 recibió el Premio del Ministro de Educación a la Cultura Judía, en la categoría de cine. Durante su carrera ha obtenido diversos premios y nominaciones en festivales de cine en su país y a nivel internacional.

## Vida personal
Sperber se declaró lesbiana a los 25 años. Es madre de dos hijos.

## Filmografía

### Como directora
| Año  | Título                     | Género                 |
| ---- | -------------------------- | ---------------------- |
| 2014 | Probation Time             | Serie documental       |
| 2010 | Hatalyan                   | Película documental    |
| 2008 | Halakeh                    | Largometraje dramático |
| 2004 | Hatikva                    | Cortometraje           |
| 2001 | Cyprus Meeting             | Película documental    |
| 1999 | My Sister Benchia          | Película documental    |
| 1998 | Four Men Entered the Grove | Cortometraje           |
| 1998 | Yan's Tea House            | Cortometraje           |

### Como productora
| Año  | Título                     | Género                   |
| ---- | -------------------------- | ------------------------ |
| 2018 | Not Nice                   | Película documental      |
| 2018 | A Mirror for the Sun       | Película documental      |
| 2018 | A Person's Self            | Película documental      |
| 2018 | Covered Up                 | Película documental      |
| 2015 | Family Matters             | Película documental      |
| 2010 | Hatalyan                   | Película documental      |
| 1998 | Four Men Entered the Grove | Largometraje estudiantil |

## Premios y nominaciones
| Año  | Nominado(a)     | Categoría                                                                | Resultado | Ref.   |
| ---- | --------------- | ------------------------------------------------------------------------ | --------- | ------ |
| 2017 | Avigail Sperber | Premio del Ministro de Educación a la Cultura Judía                      | Ganadora  | [ 15 ] |
| 2014 | Probation Time  | Mejor película, DocAviv                                                  | Ganadora  | [ 15 ] |
| 2014 | Probation Time  | Mejor fotografía, DocAviv                                                | Ganadora  | [ 15 ] |
| 2014 | Probation Time  | Mejor película, Forum of Documentary Filmmakers Awards                   | Ganadora  | [ 15 ] |
| 2014 | Probation Time  | Mejor fotografía, Forum of Documentary Filmmakers Awards                 | Ganadora  | [ 15 ] |
| 2013 | Superwomen      | Mejor fotografía, DocAviv                                                | Ganadora  | [ 15 ] |
| 2011 | Hatalyan        | Mejor película, Documentary Film Competition                             | Ganadora  | [ 15 ] |
| 2011 | Hatalyan        | Mejor fotografía, Documentary Film Competition                           | Ganadora  | [ 15 ] |
| 2010 | Hatalyan        | Mención de honor, Festival Internacional de Cine Documental de Ámsterdam | Ganadora  | [ 15 ] |
| 2010 | Hatalyan        | Mejor documental, Festival Internacional de Cine de Haifa                | Ganadora  | [ 15 ] |